# Cornelia, Vrystaat

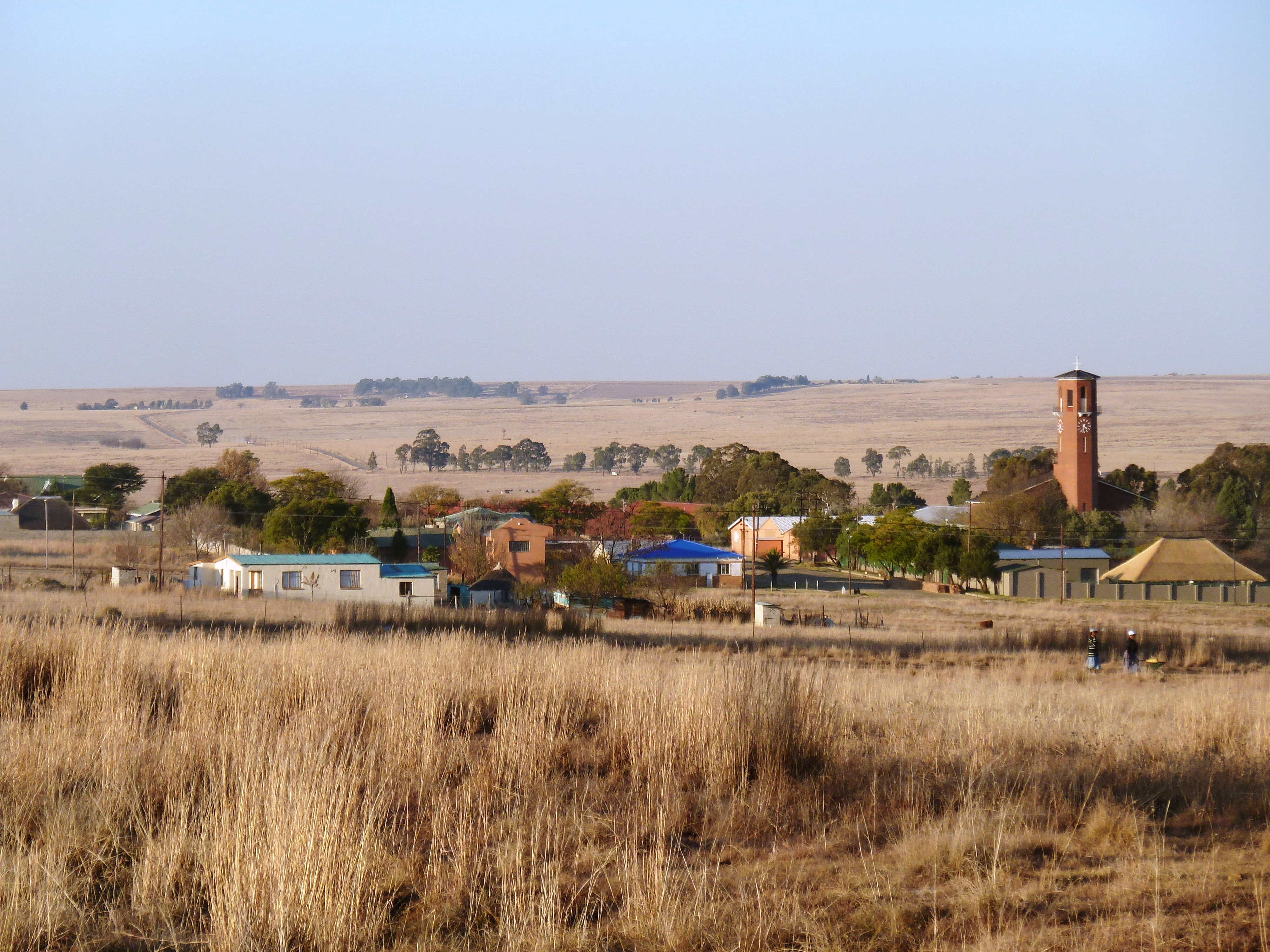
Cornelia, Vrystaat

Cornelia este un oraș în regiunea Vrystaat din Africa de Sud.